# Herbie Hancock
Herbie Hancock (született Herbert Jeffrey Hancock, (Chicago, 1940. április 12. –) Oscar-, César- és többszörös Grammy-díjas amerikai jazz-zongorista és zeneszerző. A poszt-bop úttörője, a fúziós zene és a crossover (stíluskeresztezés) egyik kulcsfigurája a jazzben, kísérletezéseivel és radikális újításaival a jazzvilág nagyra becsült, ugyanakkor meglehetősen ellentmondásos alakja.

## Életpályája

### Kezdetek
Herbie Hancock 1940. április 12-én született Chicagóban. Hétéves korától kezdett zongorázni tanulni, emellett komolyzenei képzésben részesült. Igazi csodagyerek volt, tizenegy évesen már a Chicagoi Szimfonikusok kíséretében adta elő Mozart D-dúr zongorakoncertjét. Középiskolás korában, Oscar Peterson és Bill Evans zenéjét hallgatva kedvelte meg a dzsesszt. Húszévesen Donald Byrd jazztrombitás csapatának tagja lett, és Byrd révén fedezte fel Hancockot a Blue Note Records. Az első szólóalbumát, a Takin' offot 1962-ben vette fel, amivel egyből felkeltette Miles Davis figyelmét, valamint a Watermelon Man című számból Mongo Santamaría feldolgozásában egy máig ismert sláger és közkedvelt standard született.

### A második Miles Davis Kvintet
1963 májusában csatlakozott a második Miles Davis kvintethez, és Tony Williams valamint Ron Carter mellett öt évre tagja lett a jazz történetének egyik legjobb ritmusszekciójának. Az E.S.P. (1965) volt az első kiemelkedő albumuk, amit követett a Miles Smiles (1966), a Sorcerer (1967), a Nefertiti (1967), majd a jazz-rock előfutáraként a Miles in the Sky (1968) és a Filles de Kilimanjaro (1968). Eközben szólókarrierje is virágzásnak indult , az Empyrean Isles (1964) és a Maiden Voyage (1965) a hatvanas évek meghatározó lemezei, a post-bop megalapozói. Az első filmzenéjét Michelangelo Antonioni Nagyítás című filmje számára készítette. Az évtized második felében Davis rábeszélésére kezdett elektromos zongorát használni, először a Miles in the Sky-on.

### Head Hunters
Miután 1968-ban kilépett a Davis-féle kvintetből (bár később többször zenéltek még együtt), saját szextetet alakított, és több kísérleti albumot is felvettek, például a Mwandishit (1971). A hetvenes években Hancock belemerült a jazz funkba, és The Headhunters nevű csapatával 1973-ban felvették az óriási sikerű Head Hunterst, a stílusirányzat egyik kiemelkedő lemezét, melynek segítségével a korábbinál jóval szélesebb rétegekhez jutott el a zenéje. Ekkor használt először szintetizátort, és a közönségsikeren felbuzdulva ezután még populárisabb funk-albumokkal jött ki, 1975-ben a Man-Childdal, majd 1976-ban a Secretsszel. A "The Headhunters" is kiadott még néhány lemezt Hancockkal (Thrust) és nélküle is (Survival of the Fittest).

### V.S.O.P. Kvintet és jazz/disco crossover
A 70-es évek második felétől a 80-as évek elejéig a V.S.O.P. kvintettel turnézott, amely gyakorlatilag megegyezett a Miles Davis kvintettel, kivéve, hogy Freddie Hubbard volt a trombitás. 1975. óta több Hancock-album csak Japánban jelent meg. 1978. és 1982. között kiadott pop- és discoalbumait a jazzrajongók egyértelműen elutasították, és a kritikusokat sem nyűgözte le velük, de a brit poplistákon előkelő helyen szerepeltek. A Sunlighton (1978) még énekelt is ún. vocoderen keresztül. Ebből az időszakból talán csak a Mr. Hands (1980) volt az az album, amely pozitív kritikát kapott. Továbbra is játszott tradicionális jazzt, a Herbie Hancock Trion Williams és Carter voltak zenésztársai, és Wynton Marsalisszal is felvettek egy lemezt (Quartet).

### Elektronikus korszak
Az 1983-as Future Shockot nevezhetjük posztmodernnek vagy teljes mértékben populárisnak (mainstream), de kétségkívül sikeres volt. Ez volt az egyik első album, amin a „sercegtetés” (scratching) technikáját alkalmazták, a Rockit című szám meghozta az első Grammyt Hancocknak, továbbá a Rockit klipje az Év Zenei Videója lett az MTV-n. Bill Laswell producerrel és basszusgitárossal további két elektronikus albumon is együttműködött, a Sound-Systemen (1984) és a Perfect Machine-en (1988). Ez utóbbiak lettek Hancock pályafutásának leginkább kigúnyolt és lenézett darabjai. A korabeli jazzközönség szemében még a jazz-pop probálkozásainál is mélyebbre süllyedt velük, ugyanis Hancockot inkább kiváló akusztikus jazz-zongoristaként tartották számon. Mai szemmel nézve ez a három elektronikus album azonban jobban kiállta az idő próbáját, mint sok kortársuk. 1986-ban szerepelt a 'Round Midnight című filmben, melynek zenéjét is ő szerezte, és a filmzenéért megkapta a Filmművészeti Akadémia díját. Gyakran írt zenét TV-reklámoknak is. A Perfect Machine turnéja után otthagyta a Columbia Recordsot, és rövid időre visszavonult.

### A 90-es évek és utána
A régi csapattal (Ron Carter, Tony Williams, Wayne Shorter) mentoruk, Miles Davis halála után vették fel az A Tribute to Milest (1994), melyen Wallace Roney játszott trombitán. Következő albumával, a Dis Is Da Drummal Hancock a 90-es évek elejének hangzatos acid jazz áramába kapcsolódott be. A The New Standardon (1995) a Nirvana, Stevie Wonder, The Beatles, Prince popszámait interpretálta olyan sztárzenészekkel, mint John Scofield, Michael Brecker és Jack DeJohnette. Az 1+1 (1997) duettalbuma Shorterrel, majd a Gershwin's World (1998) George Gershwin standardjaival nagy siker lett.
2005-ben adta ki a Possibilitiest, melyen duetteket játszik Carlos Santanával, Paul Simonnal, Annie Lennoxszal, John Mayerrel, Christina Aguilerával, Stinggel és másokkal. Régi barátja, Joni Mitchell munkája előtt tisztelgett a 2007-es River: The Joni Letters albummal, az előadók közt találjuk Norah Jonest, Tina Turnert és Mitchellt. Két Grammyt nyert vele, 40 év után először lett jazzalbum az év albuma. A Joni Letters turnéja során 2008 augusztusában a Veszprémi Ünnepi Játékokon is koncertezett. Hancock legutóbb Barack Obama 2009. január 18-i beiktatási ceremóniáján lépett fel nagy nyilvánosság előtt.

## Díjai, elismerései

### Grammy-díjak
- 1983, R&B Legjobb Hangszeres Előadás (Best R&B Instrumental Performance), Rockit
- 1984, R&B Legjobb Hangszeres Előadás (Best R&B Instrumental Performance), Sound-System
- 1987, Legjobb Hangszeres Kompozíció (Best Instrumental Composition), Call Sheet Blues
- 1994, Jazz Legjobb Hangszeres Előadás (Best Jazz Instrumental Performance, Individual Or Group), A Tribute to Miles
- 1996, Legjobb Hangszeres Kompozíció (Best Instrumental Composition), Manhattan (Island Of Lights And Love)
- 1998, Legjobb Hangszerelés Vokál Kísérettel (Best Instrumental Arrangement Accompanying Vocal(s)), St. Louis Blues
- 1998, Jazz Legjobb Hangszeres Előadás (Best Jazz Instrumental Performance, Individual Or Group), Gershwin's World
- 2002, Jazz Legjobb Hangszeres Album (Best Jazz Instrumental Album, Individual or Group), Directions in Music: Live at Massey Hall
- 2002, Jazz Legjobb Hangszeres Szóló (Best Jazz Instrumental Solo), My Ship
- 2004, Jazz Legjobb Hangszeres Szóló (Best Jazz Instrumental Solo), Speak Like a Child
- 2008, Legjobb Kortárs Jazzalbum (Best Contemporary Jazz Album), River: The Joni Letters
- 2008, Az Év Albuma (Album of the Year), River: The Joni Letters

## Könyve magyarul
- Herbie Hancock–Daisaku Ikeda–Wayne Shorter: Önfeledt improvizáció. Beszélgetések jazzről, buddhizmusról, életről; Ancsin Zsuzsa et al.; Soka Gakkai Magyarország Buddhista Egyesület, Bp., 2019